# Liga polska w piłce nożnej (1927) – wyniki spotkań

## Runda wiosenna

### 1. kolejka (3 kwietnia)
| 3 kwietnia 1927 15:00 | TKS Toruń · Paweł Gumowski 6' · Józef Cieszyński 13' · Henryk Herbstreit 27' · Józef Cieszyński 30' | 4:34:0 | Polonia Warszawa · Aleksander Tupalski 47' · Aleksander Tupalski 51' · Tadeusz Grabowski 84' (k) | Stadion Wojskowy VIII DOK, Toruń Widzów: 1000 Sędzia: Piotrowski |
|                       | |        |                                                                                                  |                                                                  |

| 3 kwietnia 1927 15:00 | ŁKS Łódź · Durka 35' · Durka ?' | 2:0 | Klub Turystów Łódź | ?, Łódź Widzów: 4000 Sędzia: Ziemiański |
|                       |                                 |     |                    |                                         |

| 3 kwietnia 1927 15:45 | Jutrzenka Kraków | 0:40:2 | Wisła Kraków · Stanisław Czulak 21' · Józef Adamek ?' · Józef Adamek ?' k. · Henryk Reyman ?' | Stadion Jutrzenki Kraków, Kraków Widzów: 1200-1500 Sędzia: Bronisław Danziger |
|                       |                  |        |                                                                                               |                                                                               |

| 3 kwietnia 1927 16:00 | 1.FC Katowice · Kosak · Goerlitz | 7:02:0 | Ruch Wielkie Hajduki | ?, Katowice Widzów: 4000 Sędzia: ? |
|                       |                                  |        |                      |                                    |

| 3 kwietnia 1927 | Warszawianka Warszawa · Luxenburg ?' · Redlich ?' (k) · Jung ?' · Haselbush ?' | 4:10:0 | Legia Warszawa · Przeździecki ?' | ?, Warszawa Widzów: ? Sędzia: ? |
|                 |                                                                                |        |                                  |                                 |

| 3 kwietnia 1927 | Warta Poznań | 0:30:2 | Czarni Lwów · Sawka ?' · Chmielowski ?' · Fontowicz ?' (sam.) | ?, Poznań Widzów: 2500 Sędzia: Walczak |
|                 |              |        |                                                               |                                        |

| 3 kwietnia 1927 | Pogoń Lwów · Kuchar 11' · Kuchar 17' · Kuchar 43' · Wichura Chmielowski 57' · Garbień 61' · Hauke 78' · Batsch 89' | 7:13:0 | Hasmonea Lwów · Stedermann ?' | ?, Lwów Widzów: 4000 Sędzia: Łaba |
|                 | |        |                               |                                   |

### 2. kolejka (10 kwietnia)
| 10 kwietnia 1927 15:00 | TKS Toruń · Henryk Herbstreit 33' k. · Paweł Gumowski 43' · Jan Świtalski 60' · Paweł Gumowski 70' | 4:22:1 | Warszawianka Warszawa · Ryszard Redlich 25' k. · Józef Kempa 56' | Stadion Wojskowy VIII DOK, Toruń Widzów: ok. 1500 Sędzia: Zygmunt Hanke |
|                        | |        |                                                                  |                                                                         |

| 10 kwietnia 1927 | Wisła Kraków | 2:01:0 | Ruch Hajduki Wielkie | ?, Kraków |
|                  |              |        |                      |           |

| 10 kwietnia 1927 | ŁKS Łódź | 2:11:1 | Warta Poznań | ?, Łódź |
|                  |          |        |              |         |

| 10 kwietnia 1927 | Polonia Warszawa | 2:21:1 | Legia Warszawa | ?, Warszawa |
|                  |                  |        |                |             |

| 10 kwietnia 1927 | Pogoń Lwów | 1:30:0 | Czarni Lwów | ?, Lwów |
|                  |            |        |             |         |

| 10 kwietnia 1927 | 1. FC Katowice | 4:1 | Klub Turystów Łódź | ?, Katowice |
|                  |                |     |                    |             |

|  | Hasmonea Lwów | – | Jutrzenka Kraków | ?, ? |
|  |               |   |                  |      |

### 3. kolejka (17 kwietnia)
| 17 kwietnia 1927 | Klub Turystów Łódź · Karol Bersch 25' · Karol Bersch 53' · Karol Bersch 60' · Józef Kulawik 87' · Aleksander Kubik 88' | 5:11:1 | Wisła Kraków · Mieczysław Balcer 10' | Boisko na Wodnej, Łódź Widzów: 4000 Sędzia: b.d |
|                  | |        |                                      |                                                 |

| 18 kwietnia 1927 15:30 | ŁKS Łódź · Wacław Radomski 15'k. · Jan Durka 30' · Wacław Radomski 33' · Stefan Sowiak 76' | 4:13:1 | TKS Toruń · Henryk Herbstreit 16' | Stadion ŁKS, Łódź Widzów: 2000 Sędzia: Ziemiański |
|                        |                                                                                            |        |                                   |                                                   |

| Brak wymaganego parametru 1=numer miesiąca! | Warszawianka Warszawa | 2:41:2 | Polonia Warszawa | ?, Warszawa |
|                                             |                       |        |                  |             |

| Brak wymaganego parametru 1=numer miesiąca! | Jutrzenka Kraków | 1:60:2 | Czarni Lwów | ?, Kraków |
|                                             |                  |        |             |           |

Brakuje 3 meczów. 1. FC Katowice, Warta Poznań, Pogoń Lwów, Legia Warszawa, Hasmonea Lwów, Ruch Wielkie Hajduki.

### (18 kwietnia)
| 18 kwietnia 1927 | Legia Warszawa · Marian Łańko 20' | 1:41:3 | Wisła Kraków · Stanisław Czulak 18' · Józef Adamek 28' 38' · Stanisław Wójcik 65' | Boisko na Agrykoli, Warszawa Widzów: 2000 Sędzia: Zygmunt Hanke |
|                  |                                   |        |                                                                                   |                                                                 |

### 4. kolejka (24 kwietnia)
| 24 kwietnia 1927 16:00 | TKS Toruń · Józef Cieszyński 34' · Cieszyński 82'1 | 2:21:1 | Legia Warszawa · Wacław Przeździecki 41' · Marian Łańko 74' (k.) | Stadion Wojskowy VIII DOK, Toruń Widzów: ok. 1000 Sędzia: Piotrowski |
|                        |                                                    |        |                                                                  |                                                                      |

1W drużynie grało dwóch braci Cieszyńskich: Józef i Leon - znamy tylko nazwisko strzelca drugiego gola więc nie wiemy który z braci był jego autorem

| 24 kwietnia 1927 | Wisła Kraków · Józef Adamek 18' · Józef Adamek 55' k. · Mieczysław Balcer 73' | 3:11:1 | Hasmonea Lwów · Zygmunt Steuermann 10' | Boisko Wisły, Kraków Widzów: 3000 Sędzia: Aleksander Kowalski |
|                  |                                                                               |        |                                        |                                                               |

| 24 kwietnia 1927 | Czarni Lwów | 1:1 | Polonia Warszawa | ?, Lwów |
|                  |             |     |                  |         |

| 24 kwietnia 1927 | Warta Poznań | 5:1 | Warszawianka Warszawa | ?, Poznań |
|                  |              |     |                       |           |

| 24 kwietnia 1927 | Turyści Łódź | 1:10:1 | Pogoń Lwów | ?, Łódź |
|                  |              |        |            |         |

| 24 kwietnia 1927 | Ruch Hajduki Wielkie | 1:3 | ŁKS Łódź | ?, Chorzów |
|                  |                      |     |          |            |

| 24 kwietnia 1927 | 1. FC Katowice | – | Jutrzenka Kraków | ?, ? |
|                  |                |   |                  |      |

### 5. kolejka (1 – 3 maja)
| 1 maja 1927 16:30 | Jutrzenka Kraków · Zygmunt Krumholz 35' · Bernard Halpern 55' | 2:41:1 | TKS Toruń · Józef Stogowski 23' · Józef Stogowski 58' · Henryk Herbstreit 63' · Paweł Gumowski | Stadion Jutrzenki Kraków, Kraków Widzów: "bardzo mało" Sędzia: Emil Niedźwirski |
|                   |                                                               |        |                                                                                                |                                                                                 |

| 1 maja 1927 | Ruch Wielkie Hajduki | 0:0 | Warszawianka Warszawa | ?, Katowice |
|             |                      |     |                       |             |

| 1 maja 1927 | Warta Poznań | 1:00:0 | 1.FC Katowice | ?, Poznań |
|             |              |        |               |           |

| 3 maja 1927 | Polonia Warszawa · Tadeusz Grabowski 73' · Mieczysław Ałaszewski 86' | 2:10:0 | Wisła Kraków · Henryk Reyman 10' | Boisko na Agrykoli, Warszawa Widzów: 5000 Sędzia: Emil Niedźwirski |
|             |                                                                      |        |                                  |                                                                    |

Brakuje 3 meczów. Pogoń Lwów, Klub Turystów Łódź, ŁKS Łódź, Hasmonea Lwów, Legia Warszawa, Czarni Lwów

### 6. kolejka (8 maja)
| 8 maja 1927 16:001 | TKS Toruń | 0:40:3 | Ruch Wielkie Hajduki · Józef Sobota 11' · Józef Sobota 17' · Józef Sobota 28' · Józef Sobota 67' | Stadion Wojskowy VIII DOK, Toruń Sędzia: Brzeziński |
|                    |           |        |                                                                                                  |                                                     |

1Planowana godzina rozpoczęcia. Mecz zaczął się z 25 minutowym opóźnieniem.

Niektóre źródła podają jako strzelca jednej lub dwóch bramek Katzy’ego.

| 8 maja 1927 | Wisła Kraków · Henryk Reyman 21' · Jan Reyman 48' · Józef Adamek 76' · Stanisław Czulak 78' | 4:01:0 | Czarni Lwów | Boisko Wisły, Kraków Widzów: 5000 Sędzia: Bronisław Danziger |
|             |                                                                                             |        |             |                                                              |

08.05.27	1. FC Katowice	1:0	Pogoń Lwów

08.05.27	Klub Turystów Łódź	1:6	Legia Warszawa

08.05.27	Warszawianka	2:1	ŁKS Łódź

08.05.27	Hasmonea Lwów	2:2	Polonia Warszawa

08.05.27	Warta Poznań	4:0	Jutrzenka Kraków

### 7. kolejka (15 maja)
| 15 maja 1927 16:00 | TKS Toruń · Henryk Herbstreit 18' · Henryk Herbstreit 80' | 2:11:1 | Klub Turystów Łódź · Aleksander Kubik 43' | Stadion Wojskowy VIII DOK, Toruń Widzów: 200 Sędzia: Brzeziński |
|                    |                                                           |        |                                           |                                                                 |

| 15 maja 1927 | ŁKS Łódź | 0:0 | Wisła Kraków | Boisko ŁKS, Łódź Widzów: 3000 Sędzia: Andrzej Przeworski |
|              |          |     |              |                                                          |

15.05.27	Czarni Lwów	0:1	1. FC Katowice

15.05.27	Pogoń Lwów	2:1	Warszawianka

15.05.27	Legia Warszawa	3:1	Warta Poznań

15.05.27	Ruch Wielkie Hajduki	1:1	Hasmonea Lwów

15.05.27	Jutrzenka Kraków	0:0	Polonia Warszawa

### 8. kolejka (22 maja)
| 22 maja 1927 15:30 | Hasmonea Lwów · Aleksander Mahler 3' · Zygmunt Steuermann 26' | 2:52:3 | TKS Toruń · 13' · Józef Cieszyński 37' · Henryk Herbstreit 45' · Henryk Herbstreit 47' · Henryk Herbstreit 83' | Stadion Hasmonei Lwów, Lwów Widzów: 5000 Sędzia: Jarosz |
|                    |                                                               |        | |                                                         |

| 22 maja 1927 | Wisła Kraków · Stanisław Czulak 18' · Stanisław Czulak 19' · Henryk Reyman 39' · Stanisław Czulak 83' | 4:13:0 | Warta Poznań · Wawrzyniec Staliński 47' | Boisko Wisły, Kraków Widzów: 1000 Sędzia: Zygmunt Hanke |
|              | |        |                                         |                                                         |

22.05.27	Polonia Warszawa	3:5	Ruch Wielkie Hajduki

22.05.27	Klub Turystów Łódź	3:2	Czarni Lwów

22.05.27	Pogoń Lwów	2:0	ŁKS Łódź

22.05.27	1. FC Katowice	3:2	Warszawianka

Do pełnej kolejki brakuje meczu Jutrzenka-Legia (zostanie rozegrany 16 czerwca)

### (26 maja)
26.05.27	Jutrzenka Kraków	1:3	Ruch Wielkie Hajduki
| 26 maja 1927 16:00 | TKS Toruń · Józef Cieszyński 19' · Józef Cieszyński 68' · Roman Dabert 75' | 3:51:3 | Pogoń Lwów · Józef Garbień 12' · Józef Garbień 28' · Ludwik Szabakiewicz 33' · Wacław Kuchar 49' · Józef Garbień 66' | Stadion Wojskowy VIII DOK, Toruń Widzów: 2000 Sędzia: Raettig |
|                    |                                                                            |        | |                                                               |

### 9. kolejka (29 maja)
| 29 maja 1927 | Wisła Kraków · Józef Adamek 34' · Henryk Reyman 67' · Mieczysław Balcer 86' | 3:01:0 | 1. FC Katowice | Boisko Wisły, Kraków Widzów: 5000 Sędzia: Zygmunt Hanke |
|              |                                                                             |        |                |                                                         |

| 29 maja 1927 | ŁKS Łódź | 3:0 | Hasmonea Lwów | ?, Łódź |
|              |          |     |               |         |

| 29 maja 1927 | Legia Warszawa | 4:3 | Pogoń Lwów | ?, Warszawa |
|              |                |     |            |             |

| 29 maja 1927 | Warta Poznań | 4:1 | Polonia Warszawa | ?, Poznań |
|              |              |     |                  |           |

| 29 maja 1927 | Ruch Wielkie Hajduki | 2:0 | Klub Turystów Łódź | ?, Chorzów |
|              |                      |     |                    |            |

Brakuje 2 meczów. Warszawianka, Jutrzenka, TKS Toruń, Czarni

### (5 czerwca)
05.06.27	Hasmonea Lwów	2:4	1. FC Katowice

05.06.27	Warszawianka	1:5	Czarni Lwów

### (6 czerwca)
06.06.27	Legia Warszawa	2:0	Czarni Lwów

### 10. kolejka (12 czerwca i 17 lipca)
12.06.27	ŁKS Łódź	2:1	Jutrzenka Kraków

12.06.27	Warta Poznań	1:4	Ruch Wielkie Hajduki

12.06.27	1. FC Katowice	2:3	Legia Warszawa

12.06.27	Polonia Warszawa	0:3	Klub Turystów Łódź

Brakuje 3 meczów. Wisła Kraków, Pogoń Lwów, Czarni Lwów, TKS Toruń, Hasmonea Lwów, Warszawianka

### (16 czerwca)
| 16 czerwca 1927 | Warszawianka Warszawa | 0:2 | Wisła Kraków · Henryk Reyman 35' · Henryk Reyman 39' | Boisko na Agrykoli, Warszawa Widzów: 3000 Sędzia: Zygmunt Hanke |
|                 |                       |     |                                                      |                                                                 |

| 16 czerwca 1927 | ŁKS Łódź | 3:4 | Polonia Warszawa | ?, Łódź |
|                 |          |     |                  |         |

| 16 czerwca 1927 | Czarni Lwów | 2:1 | Ruch Chorzów | ?, Lwów |
|                 |             |     |              |         |

| 16 czerwca 1927 | Pogoń Lwów | 1:2 | Hasmonea Lwów | ?, Lwów |
|                 |            |     |               |         |

Mecz pasujący do 8. kolejki:
| 16 czerwca 1927 | Jutrzenka Kraków | 5:4 | Legia Warszawa | ?, Kraków |
|                 |                  |     |                |           |

### 11. kolejka (19 czerwca)
| 19 czerwca 1927 16:30 | TKS Toruń · Henryk Herbstreit 1' · Paweł Gumowski 52' | 2:71:5 | Wisła Kraków · 9' · 12' · | Stadion Wojskowy VIII DOK, Toruń Widzów: 800 Sędzia: Emil Niedźwirski |
|                       |                                                       |        |                           |                                                                       |

Dla Wisły gole dobyli Henryk Reyman    Józef Kotlarczyk   Mieczysław Balcer  Józef Adamek 

| 19 czerwca 1927 | Legia Warszawa | 4:1 | Hasmonea Lwów | ?, Warszawa |
|                 |                |     |               |             |

| 19 czerwca 1927 | Pogoń Lwów | 6:2 | Warta Poznań | ?, Lwów |
|                 |            |     |              |         |

| 19 czerwca 1927 | Jutrzenka Kraków | 0:0 | Klub Turystów Łódź | ?, Kraków |
|                 |                  |     |                    |           |

| 19 czerwca 1927 | ŁKS Łódź | 1:2 | 1. FC Katowice | ?, Łódź |
|                 |          |     |                |         |

Brakuje 2 meczów. Polonia Warszawa, Czarni Lwów, Ruch Wielkie Hajduki, Warszawianka.

### (26 czerwca)
| 26 czerwca 1927 | Pogoń Lwów · Wacław Kuchar 4' · Józef Garbień 49' · Wacław Kuchar 63' · Józef Garbień 72' | 4:11:1 | Wisła Kraków · Jan Reyman 18' | Stadion za Rogatką Stryjską, Lwów |
|                 |                                                                                           |        |                               |                                   |

| 26 czerwca 1927 | Klub Turystów Łódź | 0:3 | Warta Poznań | ?, Łódź |
|                 |                    |     |              |         |

| 26 czerwca 1927 | Ruch Wielkie Hajduki | 3:1 | Legia Warszawa | ?, Chorzów |
|                 |                      |     |                |            |

| 26 czerwca 1927 | Warszawianka (klub sportowy) | 1:4 | Jutrzenka Kraków | ?, Warszawa |
|                 |                              |     |                  |             |

| 26 czerwca 1927 | Polonia Warszawa | 3:1 | 1. FC Katowice | ?, Warszawa |
|                 |                  |     |                |             |

### (29 czerwca)
29.06.27	Warszawianka	1:2	Klub Turystów Łódź

29.06.27	Hasmonea Lwów	2:1	Jutrzenka Kraków

29.06.27	ŁKS Łódź	2:2	Czarni Lwów

### 12. kolejka (3 lipca)
| 3 lipca 1927 16:30 | TKS Toruń · Henryk Herbstreit 35' | 1:31:0 | 1.FC Katowice · Artur Geisler 76' k. · Artur Geisler 87' · Józef Goerlitz | Stadion Wojskowy VIII DOK, Toruń Sędzia: Szyba |
|                    |                                   |        |                                                                           |                                                |

| 3 lipca 1927 | Jutrzenka Kraków | 2:32:0 | Pogoń Lwów | ?, Kraków |
|              |                  |        |            |           |

| 3 lipca 1927 | Hasmonea Lwów | 4:54:1 | Warta Poznań | ?, Lwów |
|              |               |        |              |         |

| 3 lipca 1927 | ŁKS Łódź | 3:12:0 | Legia Warszawa | ?, Łódź |
|              |          |        |                |         |

Brakuje 3 meczów. Wisła Kraków, Klub Turystów Łódź, Polonia Warszawa, Czarni Lwów, Ruch Wielkie Hajduki, Warszawianka.

### 13. kolejka (10 lipca)
| 10 lipca 1927 16:301 | TKS Toruń · Józef Cieszyński 11' · Józef Cieszyński 30' · Henryk Herbstreit 39' k. · Roman Dabert 56' · Henryk Herbstreit 57' · Paweł Gumowski 63' | 6:31:0 | Warta Poznań · Wawrzyniec Staliński 24' · Władysław Przybysz 44' k. · Władysław Przybysz 86' k. | Stadion Wojskowy VIII DOK, Toruń Sędzia: Polniaszek2 |
|                      | |        |                                                                                                 |                                                      |

1Godzina zaplanowana. Na mecz nie przybył sędzia, więc rozpoczęcie meczu opóźniło się o 20 minut.

2Ze względu na nieprzybycie wyznaczonego sędziego, w wyniku losowania zawody poprowadził sędzia z Torunia.

| 10 lipca 1927 | Warszawianka | 2:1 | Hasmonea Lwów | ?, Lwów |
|               |              |     |               |         |

| 10 lipca 1927 | Ruch Chorzów | 0:2 | Pogoń Lwów | ?, Chorzów |
|               |              |     |            |            |

| 10 lipca 1927 | Jutrzenka Kraków | 1:2 | 1. FC Katowice | ?, Kraków |
|               |                  |     |                |           |

Brakuje 3 meczów. Wisła Kraków, Legia Warszawa, Klub Turystów Łódź, ŁKS Łódź, Polonia Warszawa, Czarni Lwów

### (17 lipca)
Przegląd Sportowy 9 lipca ogłosił terminarz II rundy (od 24 lipca) a przed jej rozpoczęciem na 17 lipca zapowiedział 4 mecze I rundy. Ciekawe, że na liście znalazł się mecz Ruchu z Katowicami, który został rozegrany w pierwszej kolejce.

Polonia - Pogoń

Czarni -TKS

Hasmonea - Turyści

Ruch - Katowice

W kolejnym numerze 16 lipca Przegląd Sportowy opublikował tabelę wg której do kompletnej I rundy zabrakło 4 meczów. Jest tutaj prawidłowo podany wynik meczu Ruch - Katowice, pojawia się za to mecz Warta - Hasmonea rozegrany 3 lipca.

Polonia - Pogoń (zaplanowany na 17 lipca)

Czarni -TKS (zaplanowany na 17 lipca)

Hasmonea - Turyści (zaplanowany na 17 lipca)

Warta - Hasmonea

Trzy mecze zaplanowane na 17 lipca zostały rozegrane zgodnie z planem:

17.07.27	Polonia Warszawa	3:3	Pogoń Lwów

17.07.27	Hasmonea Lwów	3:3	Klub Turystów Łódź
| 17 lipca 1927 16:00 | Czarni Lwów | 0:40:3 | TKS Toruń · Jan Suchocki 12' · Jan Suchocki 18' · Paweł Gumowski ?' · Henryk Herbstreit 87' | ?, Lwów Widzów: ? Sędzia: Korngold |
|                     |             |        |                                                                                             |                                    |

## Runda jesienna

### 14. kolejka (21 lipca – 24 lipca)
| 24 lipca 1927 | Czarni Lwów · Eugeniusz Harasymowicz 30' 58' | 2:31:2 | Wisła Kraków · Józef Kotlarczyk 8' 37' · Henryk Reyman 75' | Stadion im. Józefa Piłsudskiego, Lwów |
|               |                                              |        |                                                            |                                       |

### 15. kolejka (31 lipca – )
| 31 lipca 1927 | Wisła Kraków · Henryk Reyman 17' 37' 47' 56' 58' · Józef Adamek 28' (karny) · Józef Kotlarczyk 36' 62' | 8:24:0 | Warszawianka Warszawa · Stanisław Jung 53' 77' | Boisko Wisły, Kraków |
|               | |        |                                                |                      |

### 16. kolejka (7 sierpnia – )
| 7 sierpnia 1927 | Wisła Kraków · Józef Adamek 4' · Henryk Reyman 21' 72' 83' · Jan Reyman 48' 49' · Mieczysław Balcer 90' | 7:22:0 | Jutrzenka Kraków · Weinberg · Zygmunt Krumholz | Boisko Wisły, Kraków |
|                 | |        |                                                |                      |

### 17. kolejka (14 sierpnia – )
| 14 sierpnia 1927 | Warta Poznań · Władysław Przybysz 5' · Fryderyk Scherfke 23' 25' | 3:23:1 | Wisła Kraków · Karol Bajorek 33' · Mieczysław Balcer 53' | , Poznań |
|                  |                                                                  |        |                                                          |          |

### 18. kolejka (21 sierpnia – )
| 21 sierpnia 1927 | Wisła Kraków · Henryk Reyman 23' | 1:00:0 | Legia Warszawa | Boisko Wisły, Kraków |
|                  |                                  |        |                |                      |

### 19. kolejka (28 sierpnia – )
| 28 sierpnia 1927 | Ruch Hajduki Wielkie | 0:40:3 | Wisła Kraków · Henryk Reyman 12' 28' · Józef Adamek 38' · Mieczysław Balcer 53' |  |
|                  |                      |        |                                                                                 |  |

### 20. kolejka (4 września – )
| 4 września 1927 | Wisła Kraków · Henryk Reyman 22' (karny) · Józef Adamek 56' (karny) · Stanisław Czulak 88' | 3:11:0 | ŁKS Łódź · Zygmunt Lange 67' (karny) |  |
|                 |                                                                                            |        |                                      |  |

### 21. kolejka (11 września – )
| 11 września 1927 | Wisła Kraków · Jan Reyman · Józef Adamek · Henryk Reyman · Stanisław Czulak · Mieczysław Balcer | 15:07:0 | TKS Toruń | Boisko Wisły, Kraków Widzów: 1000 |
|                  |                                                                                                 |         |           |                                   |

| 11 września 1927 | Warta Poznań | 2:10:1 | Pogoń Lwów | ?, Poznań |
|                  |              |        |            |           |

| 11 września 1927 | Warta Poznań | 2:10:1 | Pogoń Lwów | ?, Poznań |
|                  |              |        |            |           |

| 11 września 1927 | Hasmonea Lwów | 3:00:0 | Czarni Lwów | ?, Lwów |
|                  |               |        |             |         |

| 11 września 1927 | Polonia Warszawa | 3:32:3 | Warszawianka Warszawa | ?, Warszawa |
|                  |                  |        |                       |             |

| 11 września 1927 | ŁKS Łódź | 2:10:0 | 1.FC Katowice | ?, Łódź |
|                  |          |        |               |         |

brak meczu Jutrzenka Kraków z Legia Warszawa (gospodarz nieznany)

### 22. kolejka (18 września – )
| 18 września 1927 | Wisła Kraków · Stanisław Czulak 4' 20' 62' · Henryk Reyman 68' · Mieczysław Balcer 83' | 5:12:0 | Klub Turystów Łódź · Edmund Bałczewski 76' | Boisko Wisły, Kraków |
|                  |                                                                                        |        |                                            |                      |

### 23. kolejka (25 września – )
| 25 września 1927 | 1. FC Katowice | 0:20:0 | Wisła Kraków · Stanisław Czulak 55' · Henryk Reyman 60' | Widzów: 25 000 Sędzia: Zygmunt Hanke |
|                  |                |        |                                                         |                                      |

* Mecz przerwany w 73 minucie, po podyktowaniu przez sędziego rzutu karnego dla Wisły. Wówczas piłkarze 1. FC w ramach protestu zeszli z boiska. Wynik z boiska (0:2) został utrzymany jako końcowy.

### 24. kolejka (2 października – )
| 2 października 1927 | Wisła Kraków · Mieczysław Balcer 16' 74' · Stanisław Czulak 20' · Henryk Reyman 30' 52' 61' (karny) 62' | 7:13:1 | Polonia Warszawa · Stefan Jelski 12' (karny) | Boisko Wisły, Kraków |
|                     | |        |                                              |                      |

### 25. kolejka (9 października – )
| 9 października 1927 | Wisła Kraków | 0:20:0 | Pogoń Lwów · Wacław Kuchar 50' · Mieczysław Batsch 77' | Boisko Wisły, Kraków |
|                     |              |        |                                                        |                      |

### 26. kolejka (16 października – )
| 16 października 1927 | Hasmonea Lwów · Zygmunt Steuermann 31' · Izaak Parness 76' | 2:21:1 | Wisła Kraków · Henryk Reyman 12' · Stanisław Czulak 86' |  |
|                      |                                                            |        |                                                         |  |